# Èvres
Pour l’article ayant un titre homophone, voir Esvres.
Èvres est une commune française située dans le département de la Meuse, en région Grand Est.
Depuis 2024, elle est aussi connue, localement, pour être "Le centre du monde". Une banderole de grand format a été placée le long de ligne de TGV pour attirer l'attention des voyageurs. Le but de cette action décidée par le conseil municipal est de faire la promotion des petits villages de campagne qui sont à moins d'une heure de TGV de la capitale et qui proposent une qualité de vie très différente et bien supérieure pour beaucoup.

## Géographie

### Hydrographie
La commune est dans la région hydrographique « la Seine du confluent de l'Oise (inclus) à l'embouchure » au sein du bassin Seine-Normandie. Elle est drainée par l'Evre, le ruisseau de Guimberupt, le ruisseau d'Orne, le ruisseau de la Voie des Trois Poiriers et le ravin d'Orvau,.
L'Èvre, d'une longueur de 14 km, prend sa source dans la commune  et se jette  dans la rivière Hardillon à Éclaires, après avoir traversé trois communes.

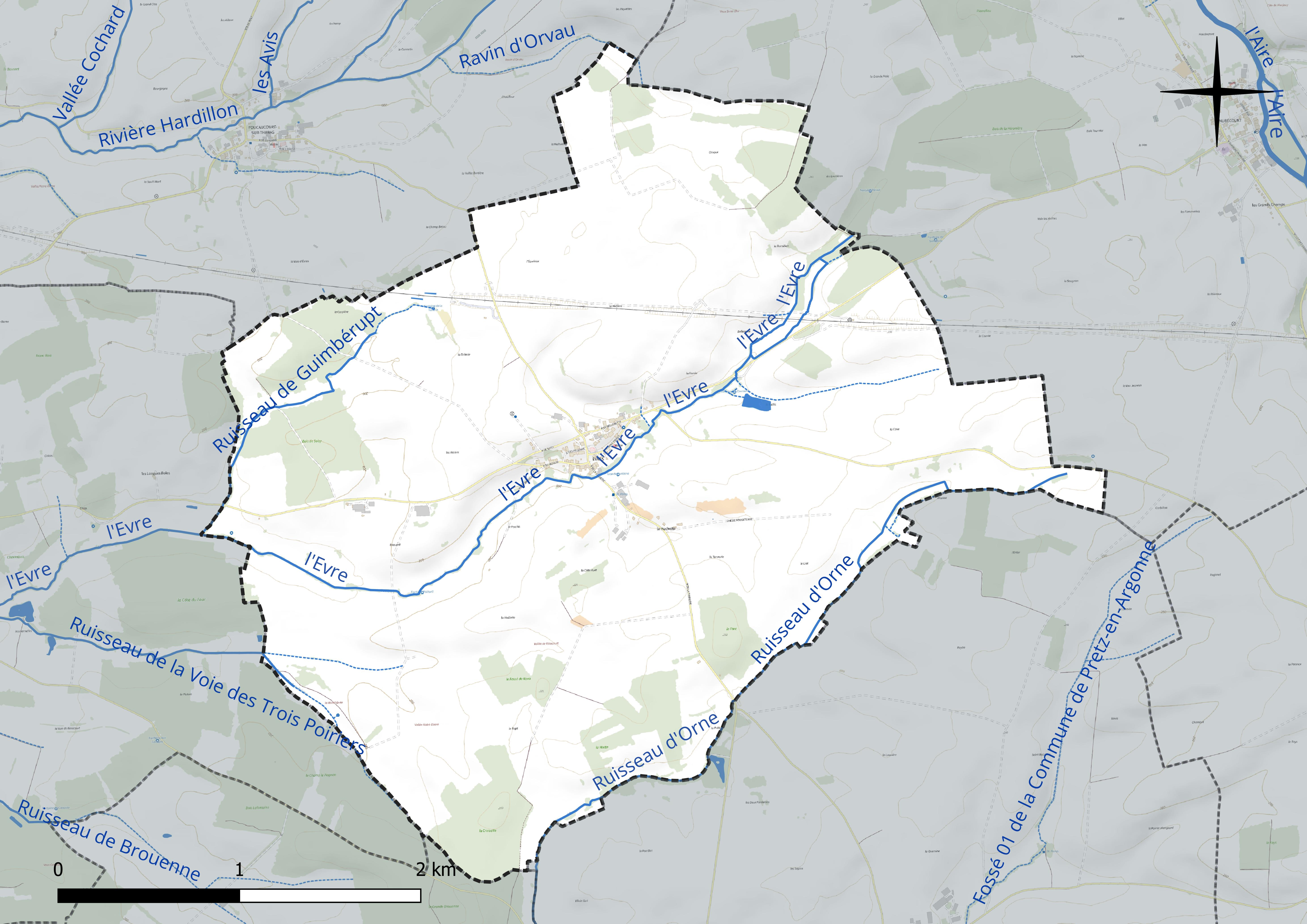
Réseau hydrographique d'Èvres.

### Climat
Pour des articles plus généraux, voir Climat du Grand Est et Climat de la Meuse.
En 2010, le climat de la commune est de type climat de montagne, selon une étude du Centre national de la recherche scientifique s'appuyant sur une série de données couvrant la période 1971-2000. En 2020, Météo-France publie une typologie des climats de la France métropolitaine dans laquelle la commune est exposée à un climat océanique altéré et est dans la région climatique  Lorraine, plateau de Langres, Morvan, caractérisée par un hiver rude (1,5 °C), des vents modérés et des brouillards fréquents en automne et hiver. 
Pour la période 1971-2000, la température annuelle moyenne est de 9,6 °C, avec une amplitude thermique annuelle de 15,6 °C. Le cumul annuel moyen de précipitations est de 979 mm, avec 13,6 jours de précipitations en janvier et 9,4 jours en juillet. Pour la période 1991-2020, la température moyenne annuelle observée sur la station météorologique de Météo-France la plus proche, « Triaucourt_sapc », sur la commune de Seuil-d'Argonne à 5 km à vol d'oiseau, est de 11,0 °C et le cumul annuel moyen de précipitations est de 796,7 mm. 
La température maximale relevée sur cette station est de 40,1 °C, atteinte le 25 juillet 2019 ; la température minimale est de −17,8 °C, atteinte le 20 décembre 2009,,. 
Les paramètres climatiques de la commune ont été estimés pour le milieu du siècle (2041-2070) selon différents scénarios d'émission de gaz à effet de serre à partir des nouvelles projections climatiques de référence DRIAS-2020. Ils sont consultables sur un site dédié publié par Météo-France en novembre 2022.

## Urbanisme

### Typologie
Au 1er janvier 2024, Èvres est catégorisée commune rurale à habitat dispersé, selon la nouvelle grille communale de densité à sept niveaux définie par l'Insee en 2022.
Elle est située hors unité urbaine et hors attraction des villes,.

### Occupation des sols
L'occupation des sols de la commune, telle qu'elle ressort de la base de données européenne d’occupation biophysique des sols Corine Land Cover (CLC), est marquée par l'importance des territoires agricoles (90,1 % en 2018), une proportion identique à celle de 1990 (90,1 %). La répartition détaillée en 2018 est la suivante : 
terres arables (62 %), prairies (18,9 %), forêts (9,9 %), zones agricoles hétérogènes (9,2 %). L'évolution de l’occupation des sols de la commune et de ses infrastructures peut être observée sur les différentes représentations cartographiques du territoire : la carte de Cassini (XVIIIe siècle), la carte d'état-major (1820-1866) et les cartes ou photos aériennes de l'IGN pour la période actuelle (1950 à aujourd'hui).

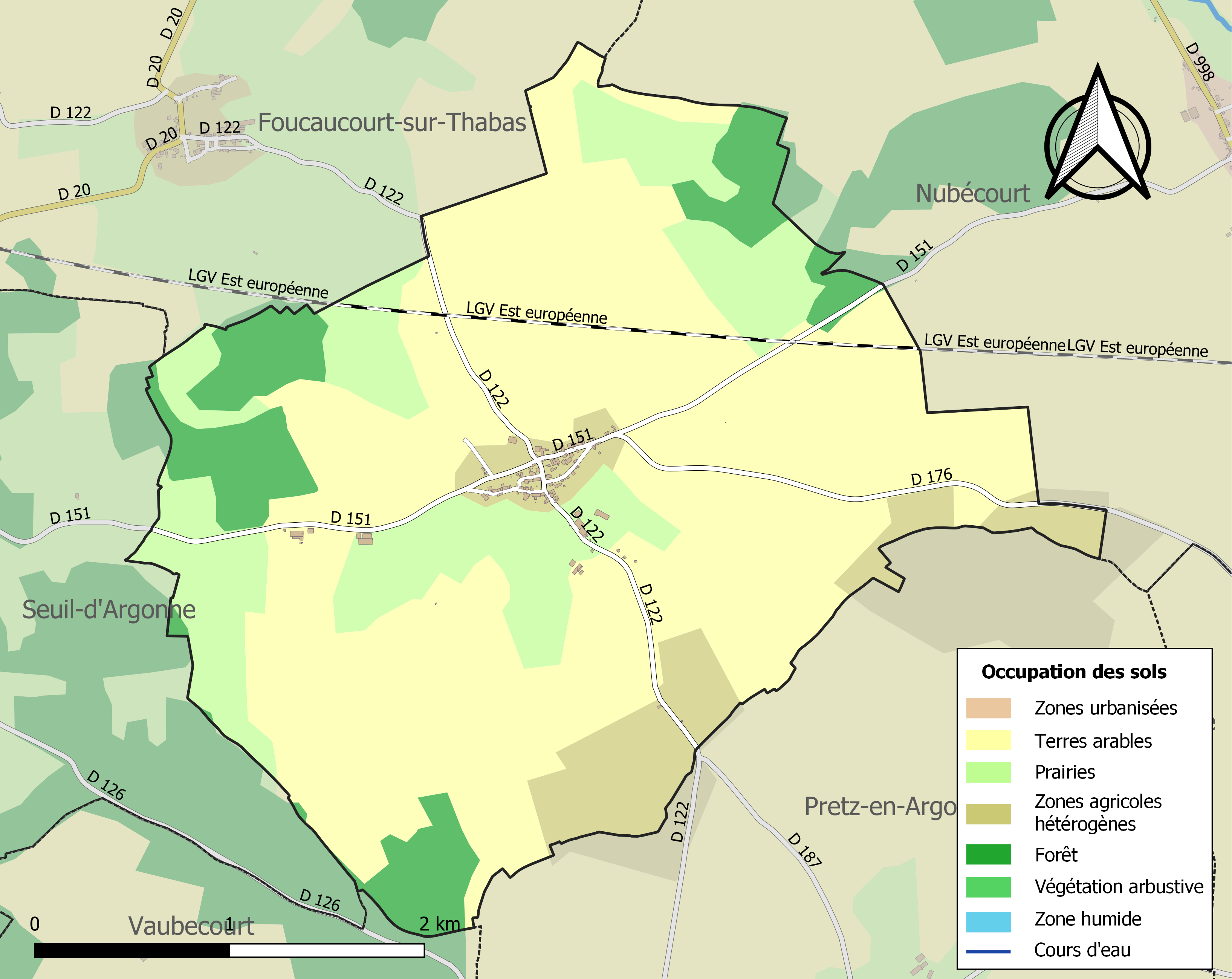
Carte des infrastructures et de l'occupation des sols de la commune en 2018 (CLC).

## Toponymie
Le nom de la localité est attesté sous les formes Villa Eversa, Villa de Evres (1254) ; Aivre (XIIIe) ; Esvres (1156) ; Ad mensuram de Apri (1216) ; Epvres, de Apris (1642) ; Esvre (1700) ; Evreum (1738) ; Èvre-en-Argonne.

## Politique et administration
| Période                                  | Période   | Identité          | Étiquette | Qualité |
| ---------------------------------------- | --------- | ----------------- | --------- | ------- |
| Les données manquantes sont à compléter. |           |                   |           |         |
| mars 1981                                | mars 2014 | Claude Berthelemy |           |         |
| mars 2014                                | mai 2020  | Pascal Gérard     |           |         |
| mai 2020                                 | En cours  | Clément Févez     |           | Artisan |

## Population et société

### Démographie
L'évolution du nombre d'habitants est connue à travers les recensements de la population effectués dans la commune depuis 1793. Pour les communes de moins de 10 000 habitants, une enquête de recensement portant sur toute la population est réalisée tous les cinq ans, les populations de référence des années intermédiaires étant quant à elles estimées par interpolation ou extrapolation. Pour la commune, le premier recensement exhaustif entrant dans le cadre du nouveau dispositif a été réalisé en 2004.

En 2022, la commune comptait 89 habitants, en évolution de −18,35 % par rapport à 2016 (Meuse : −4,4 %, France hors Mayotte : +2,11 %).
| 1793 | 1800 | 1806 | 1821 | 1831 | 1836 | 1841 | 1846 | 1851 |
| ---- | ---- | ---- | ---- | ---- | ---- | ---- | ---- | ---- |
| 332  | 289  | 317  | 368  | 377  | 353  | 355  | 362  | 361  |

| 1856 | 1861 | 1866 | 1872 | 1876 | 1881 | 1886 | 1891 | 1896 |
| ---- | ---- | ---- | ---- | ---- | ---- | ---- | ---- | ---- |
| 345  | 340  | 345  | 306  | 326  | 326  | 312  | 305  | 270  |

| 1901 | 1906 | 1911 | 1921 | 1926 | 1931 | 1936 | 1946 | 1954 |
| ---- | ---- | ---- | ---- | ---- | ---- | ---- | ---- | ---- |
| 247  | 274  | 243  | 180  | 177  | 174  | 172  | 144  | 149  |

| 1962 | 1968 | 1975 | 1982 | 1990 | 1999 | 2004 | 2006 | 2009 |
| ---- | ---- | ---- | ---- | ---- | ---- | ---- | ---- | ---- |
| 150  | 135  | 116  | 109  | 97   | 94   | 90   | 87   | 89   |

| 2014 | 2019 | 2022 | - | - | - | - | - | - |
| ---- | ---- | ---- | - | - | - | - | - | - |
| 106  | 89   | 89   | - | - | - | - | - | - |

## Culture locale et patrimoine

### Lieux et monuments
La commune compte un monument historique :
- l'église fortifiée Saint-Evence, daté de 1535, qui a conservé des éléments défensifs, signes de cette structure particulière, des bâtiments religieux qui avaient jadis vocation à protéger les villageois contre les multiples incursions dont la région lorraine était coutumière. L'église et son cimetière ont été classés  monuments historiques par arrêté du 9 août 1941[22].

Le village d'Èvres est l'écrin de nombreuses sculptures, d'artistes français et africains notamment qu’il est possible de découvrir de façon ludique grâce à l'association Anes Art'Gonne qui propose chaque année depuis 1997 des expositions artistiques dans sa grange, chemin de Brouenne.

### Héraldique
| Blason de Èvres | Blason  | Tranché ondé : au 1er d'or à la hure de sanglier de sable allumée et défendue d'argent, au 2e de gueules à la baleine d'argent, l'évent soufflant un jet d'or, accostée de deux billettes nouées du même, posées en fasce et rangées en bande. |
| Blason de Èvres | Détails | Création de R.A. Louis avec les conseils de la commission héraldique de l'UCGL. Adopté par la commune en juillet 2013. |